# Niphoparmena lindblomi
Niphoparmena lindblomi är en skalbaggsart som beskrevs av Aurivillius 1925. Niphoparmena lindblomi ingår i släktet Niphoparmena och familjen långhorningar.
Artens utbredningsområde är Kenya. Inga underarter finns listade i Catalogue of Life.